# Weißes Ordensband
Das Weiße Ordensband (Catephia alchymista) ist ein Schmetterling (Nachtfalter) aus der Familie der Eulenfalter (Noctuidae). Der deutsche Name „Weißes Ordensband“ ist systematisch etwas irreführend, denn die Art gehört nicht zur Gattung der klassischen Ordensbänder (Catocala), sondern bildet eine eigene Gattung.

## Merkmale

### Falter
Die Falter erreichen eine Flügelspannweite von 42 bis 48 Millimeter. Die Vorderflügel sind schwarz, die Mittelschatten tiefschwarz, der schmale Außenrand-Saum ist braun. Die Hinterflügel sind schwärzlich mit großem, rundem, weißem Wurzelfleck sowie weißem Saumfleck an der Spitze und am Innenwinkel.

### Ei, Raupe und Puppe
Das Ei ist halbkugelig mit vielen geraden Längsrippen und von schwarzer Farbe. Die Raupe ist lang gestreckt mit sehr langen Brustbeinen. Sie ist hellgrau oder braun mit zahlreichen schwarzen Punkten. Am Rücken des 4. und 11. Segments je zwei kleine zapfenförmige warzenartige Erhebungen. Die Puppe ist schlank, rotbraun mit einem bläulichen Ring.

### Ähnliche Arten
Das Weiße Ordensband ähnelt etwas der Zaunwinden-Trauereule (Aedia funesta). Es unterscheidet sich vor allem dadurch, dass es größer ist und keinen hellen Fleck auf dem Oberflügel besitzt.

## Geographische Verbreitung und Lebensraum
Des Weiße Ordensband ist in großen Teilen von Süd- und Zentraleuropa weit verbreitet. Im Norden reicht das Verbreitungsgebiet bis Lettland und Litauen. Im Osten zieht sich das Verbreitungsgebiet durch das südliche Russland bis zum Ural. Sie kommt auch auf den größeren Mittelmeerinseln (einschließlich Zypern), in Nordafrika und in Kleinasien vor. Auch in Israel ist die Art nachgewiesen. Die Art ist jedoch nirgends häufig. Gelegentlich wird sie in England als Migrant beobachtet. In den Südalpen kommt es bis auf 800 Meter vor. Die Art ist in Gebieten mit Eichenbestand anzutreffen, so in (lichten) Eichen- und Mischwäldern wie z. B. im Offenwald in der Trockenaue am Oberrhein, Auenwäldern, buschigen Heiden und Parklandschaften.

## Lebensweise
Das Weiße Ordensband bildet meist nur eine Generation pro Jahr, in günstigen Jahren auch eine unvollständige zweiten Generation. Vermutlich ist sie in Mitteleuropa rein univoltin, zumindest wurde das für Baden-Württemberg festgestellt. Die Falter fliegen von Ende Mai bis Ende Juli, die zweite Generation im August/September. Die Falter ruhen tagsüber an Stämmen sitzend und wird erst spät nachts aktiv. Sie fliegen gerne künstliche Lichtquellen an, saugen an blutenden Bäumen und besuchen auch ausgelegten Köder. Die Raupen leben im Juli und August. Die Raupen ernähren von den Blättern der Eiche, besonders von den jungen Trieben an Eichenbüschen. Die Puppe überwintert.

## Gefährdung
Das Weiße Ordensband ist auf der Roten Liste gefährdeter Arten der BRD in die Kategorie 2 als „stark gefährdet“ eingestuft. In einigen Bundesländern (Baden-Württemberg, Nordrhein-Westfalen, Sachsen und Thüringen) wird die Art sogar in die Kategorie 1 („vom Aussterben bedroht“) eingestuft.

## Systematik und Taxonomie
Die Art wurde 1775 von Michael Denis und Johann Ignaz Schiffermüller als Noctua alchymista erstmals wissenschaftlich beschrieben. Es ist die Typusart der Gattung Catephia Ochsenheimer, 1816, die derzeit etwa 60 Arten umfasst. Allerdings ist der derzeitige Kenntnisstand der Gattung sehr unbefriedigend. Die Gattung wird in die Tribus Ophiusini eingeordnet.